# Unstruttal
Unstruttal är en kommun i Unstrut-Hainich-Kreis i förbundslandet Thüringen i Tyskland.